# Eucera cypria
Eucera cypria är en biart som beskrevs av Johann Dietrich Alfken 1933. Eucera cypria ingår i släktet långhornsbin, och familjen långtungebin. Inga underarter finns listade i Catalogue of Life.